# Дорогоцінне каміння

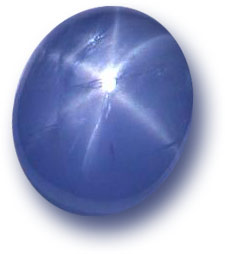
Шестипроменеве сузір'я в кабошоні з зоряного сапфіру.

Дорогоці́нне (кошто́вне) камі́ння (англ. gemstones, precious stones; нім. Edelsteine) — природні та штучні (синтетичні) мінерали в сировині, необробленому та обробленому вигляді (виробах).

## Загальна характеристика
Коштовне каміння, самоцвіти — різні за складом і будовою мінерали, переважно кристали, з особливими властивостями: гарно забарвлені, з яскравим блиском, високою прозорістю, сильним променезаломлюванням, значною твердістю тощо. Їх широко використовують для виробництва ювелірних виробів, у буровій техніці, оптиці збирають в колекціях, використовують як банківські активи.
До дорогоцінного каміння належать як природні, так і штучні (синтетичні) мінерали в сировині, необробленому та обробленому вигляді (виробах). Використовують у ювелірній справі, тощо. До коштовного каміння відносять і такі мінеральні тіла органічного походження як перли, бурштин.
У 1902 році французький хімік Огюст Вернейль вперше отримав і почав поставляти на світовий ринок синтетичні рубіни, а трохи пізніше синтетичні сапфіри і синтетичну шпінель. Поява великої кількості синтетичних каменів не знизило, а, навпаки, підвищило значення і вартість натуральних, природних самоцвітів. Менш рідкісні мінерали часто називають напівкоштовними. Вивченням дорогоцінних каменів як мінералів і пошуками способів їх точного розпізнавання від синтетичних підробок займається розділ мінералогії, званий гемологія.

## Історія
Археологічні розкопки, проведені на вельми багатих самоцвітами територіях Індії та М'янми, свідчать, що давнє населення прикрашало себе, свою зброю та начиння вже у VIII—VI тис. до Р. Х. (використовували здебільшого місцеві халцедони, агати, нефрити, які легко виявити й добути).
Самоцвіти згадуються в одному з найдавніших літературних творів людства «Епосі про Гільгамеша», створеному в Давньому Шумері у XXII ст. до Р. Х. Окремі відомості про мінерали можна знайти в індійських «Ведах» (XI — Х ст. до Р. Х.). Найдавніші погляди китайських мислителів на коштовні камені викладені в трактаті «Сан-Хей-Дін» («Давні розповіді про гори та людей»), який описує 17 мінералів і датований серединою I тис. до Р. Х. Найвагомішими працями античного світу в галузі мінералогії слід вважати трактат Теофраста «Про камені» (IV ст. до Р. Х.) і енциклопедичний труд Плінія «Природнича історія» (77 р. нашої ери), в який зокрема входить том «Природнича історія копалин».
В індуїстських книгах «Гарудапурана» й «Агастімата» (раннє середньовіччя) міститься вчення напівлегендарного ченця Агастьї про дорогоцінні камені.
Розвиток релігійних уявлень сприяв відношенню до рідкісних каменів, як до магічних супутників богів. Зображення єгипетської богині Хатхор поєднували з бірюзою та малахітом. Бога Вішну зображували в Індії з яскравим рубіном на грудях. Третє око Шиви в храмових статуях іноді оздоблювали дорогоцінним алмазом. За розповіддю Геродота, храм Геракла в Тирі прикрашав стовп, виточений з валуна зеленого берилу. Смарагди оточували богиню Фуру в храмах доколумбової Америки. Богам щедро жертвували їх улюблені камені.
Численні згадки самоцвітів у Біблії (середина II тис. до Р. Х.) свідчать про використання їх в культових обрядах і в широкому вжитку (загалом у Біблії згадується 31 дорогоцінний камінь). Так, наперсник (нагрудна чотирикутна пектораль) першого первосвященика Аарона містив 12 дорогоцінних каменів. Сам Бог наказав як створити наперсник: «І понасаджуєш на йому оправлене каміння, чотири ряди каміння; один ряд: сард, топаз і смарагд, ряд перший; а другий ряд: гранат, сапфір і діамант; а ряд третій: опал, агат і аметист; а четвертий ряд: хризоліт і онікс і яспіс; оправлені в золото будуть вони в своїх кубельцях. І будуть камені по іменам синів Ізраїлевих, дванадцять по іменам їх; вирізані як печатка, кожен із ім'ям своїм буде, по дванадцяти колінах» (Друга книга Мойсея, 28: 17–21).
Однією з перших книг слов'янського світу, де зустрічаються свідоцтва про коштовні камені, є «Ізборник Святослава» (XI ст.).

## Категорії дорогоцінних каменів
За особливостями застосування і відносно вартості розрізняють дорогоцінні камені:
І порядку — рубін, смарагд, алмаз, сапфір синій, олександрит.
II порядку — демантоїд, евклаз, благородний жадеїт (імперіал), сапфір рожевий та жовтий (в деяких країнах — зелений, помаранчевий і фіолетовий), опал благородний чорний, шпінель благородна;
III порядку — аквамарин, берил, кордієрит, опал благородний білий та вогняний, танзаніт, топаз рожевий, турмалін, хризоберил, хризоліт, цаворит, циркон, шпінель;
IV порядку — адуляр, аксиніт, альмандин, аметист, герсоніт, гросуляр, данбурит, діоптаз, кварц димчастий, кварц рожевий, кліногуміт, гірський кришталь, кунцит, моріон, піроп, родоліт, скаполіт, спесартин, сподумен, топаз блакитний, винний та безколірний, фенакіт, фероортоклаз, хризопраз, хромдіопсид, цитрин, берил жовтий, зелений і рожевий

## Напівкоштовне каміння

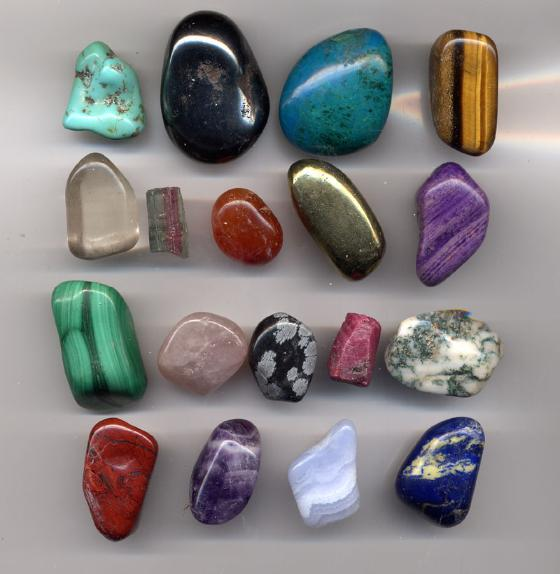
Напівкоштовні камені.
Верхній ряд (зліва праворуч): бірюза, гематит, хризокола, тигрове око
Другий ряд: кварц, турмалін, карнеліан, пірит, сугуліт.
Третій ряд: малахіт, рожевий кварц, сніговий обсидіан, рубін, моховий агат.
Нижній ряд: яшма, аметист, блакитний агат, лазурит

Напівкоштовне (ювелірно-виробне) каміння — природні та штучні (синтетичні) мінерали, органогенні утворення та гірські породи в сировині, необробленому та обробленому вигляді (виробах). Розрізняють ювелірно-виробні камені:
- І порядку — бірюза, жадеїт, лазурит, малахіт, молдавіт, нефрит, гауліт, хризокола, цоїзит, чароїт; тигрове та котяче око.
- ІІ порядку — агат, амазоніт, гагат, гематит, дерево скам'яніле, джеспіліт, егіриніт, епідозит, кахолонг, кварцит кольоровий, кремінь кольоровий, онікс мармуровий, опал, пегматит, пірофіліт, родоніт, сердолік, серпентиніт, скарни кольорові, содаліт, халцедон, шпати іризуючі польові, яшма.

До напівкоштовного каміння І порядку відносять також органомінеральні утворення — перли.

## Цінність
Ювелірні камені застосовуються у виробах, що дорого коштують в оправі з благородних металів. Світові роздрібні ціни на ограновані ювелірні камені найвищої якості коливаються від 25 тис. (І порядок) до 5–50 (IV порядок) амер. дол. за 1 карат.

## Застосування
Застосування дорогоцінних каменів: 1) печатки, персні з печатками; 2) предмети релігії та культу; 3) магія і медицина; 4) династичні регалії; 5) прикраси; 6) колекції; 7) використання в техніці (зокрема, в долотах при бурінні); 8) мінерали — еквівалент валюти.

## Сировинні ресурси країн
Сировинні ресурси коштовних каменів розосередилися по багатьох країнах світу. Основні постачальниками коштовних каменів на світовий ринок є:
У Європі
- Чехія (піроп)

В Азії
- РФ (бурштин, топаз, алмаз, лазурит, нефрит),
- Афганістан (лазурит, кунцит),
- М'янма (рубін, жадеїт),
- Індія (сапфір, смарагд, альмандин, агат),
- Іран (бірюза),
- Китай (бірюза, нефрит),
- Пакистан (рубін),
- Таїланд (сапфір, циркон, рубін),
- Шрі-Ланка (сапфір, рубін, александрит, циркон, шпінель, ґросуляр, місячний камінь);

В Австралії (сапфір, благородні опал, хризопраз, нефрит, родоніт);
В Африці
- Ангола (алмаз),
- Ботсвана (алмаз),
- Гана (алмаз),
- Конго (алмаз, малахіт),
- Замбія (смарагд, аметист),
- Зімбабве (смарагд, аметист),
- Кенія (рубін, ґросуляр),
- Мадагаскар (берил, турмалін, циркон, кунцит),
- Мозамбік (турмалін, берил, кунцит),
- Намібія (алмаз),
- Сьєрра-Леоне (алмаз),
- Танзанія (рубін, цоїзит),
- ПАР (алмаз, піроп, тигрове око);

У Півн. Америці
- Канада (нефрит),
- Мексика (опал, агат),
- США (бірюза, турмалін, хризоліт);

У Півд. Америці
- Бразилія (берил, топаз, аметист, агат, смарагд),
- Венесуела (алмаз),
- Колумбія (смарагд),
- Уругвай (агат).

## В Україні
Дорогоцінне каміння було відоме і використовувалося в Україні здавна. У слов'янських похованнях Придніпров'я знайдені намиста і сережки з сердоліків, світлий кварц і бурштин. Пам'ятки домонгольської Русі-України оздоблені дорогоцінним камінням як місцевим, так і привізним (з Візантії, Центральної Азії та Китаю).